# Energia A 1.000 Cilindradas
Energia a 1.000 Cilindradas é o sexto álbum de estúdio do grupo A Patotinha, lançado em 1982, pela gravadora RCA. Traz canções com viés mais adolescente comparado com os lançamentos anteriores, bem como regravações de canções de sucesso da música brasileira e versões de canções estrangeiras.

## Produção
Mostra o amadurecimento das quatro integrantes como artistas, na época elas tinham em torno de 14 anos de idade e isso refletiu na escolha do repertório, na arte gráfica e nos figurinos utilizados para a promoção na TV e nos shows.
Dino Almeida, do Diário da Tarde, o considerou como um divisor de águas na carreira do A Patotinha pois rompe com a fase infantil do grupo e demonstra que "elas cresceram e começaram a alimentar novas ideias com aquela inquietação própria da adolescência".
Uma versão em espanhol também foi gravada para o mercado latino. Um compacto duplo com quatro de suas canções foi lançado pela RCA, afim de tornar as músicas mais acessíveis para o público.

## Repertório
Entre as versões de canções estrangeiras destacam-se: a de "Let's Groove", intitulada "Vamos Nessa", música do grupo de disco music Earth, Wind & Fire que foi top 10 em charts de vários países europeus e #3 na Billboard Hot 100. "Ligue pra MIm", versão de "Two for the Price of One", do grupo sueco ABBA, lançada em 1981, em The Visitors. Segundo Daniel Couri, autor do livro Mamma Mia!, a regravação é inusitada já que a original tem os vocais masculinos dos compositores e vocalistas Björn Ulvaeus e Benny Andersson e não os de Agnetha Fältskog e Frida.
Estão inclusas duas canções inéditas: uma delas é "1.000 Cilindradas", composta Robertinho de Recife exclusivamente para o álbum, a faixa inspirou o título do trabalho.

## Faixas
- Créditos adaptados do encarte do LP Energia A 1.000 Cilindradas.[11]

Lado A
| N.º | Título                                                                                                  | Compositor(es) | Duração |  |
| 1.  | "1.000 Cilindradas"                                                                                     | Robertinho de Recife Aninha Bird | 2:58    |  |
| 2.  | "Sonho Azul" (Twilight)                                                                                 | Jeff Lynne Plinta | 3:25    |  |
| 3.  | "Vamos Namorar/País Tropical/Até Setembro/Ritmo da Chuva/Festa de Arromba/Perfídia/Vesti Azul/La Bamba" | Harry Warren Mack Gordon e Mary Andrés Jorge Ben Sid Wayne, Sheuman, Eduardo e Romeu Nunes John Gimmoe e Demétrius Erasmo Carlos e Roberto Carlos Alberto Dominguez e Lamartine Babo Nonato Buzar/Adapt.: Danny | 4:35    |  |
| 4.  | "Ônibus Mágico" (Double Dutch Bus)                                                                      | Frankie Smith Joebob | 4:37    |  |
| 5.  | "Lobo Bobo"                                                                                             | Carlos Lyra Ronaldo Bôscoli | 3:17    |  |
| 6.  | "Rock Mary"                                                                                             | Lula Martins | 3:50    |  |
| 7.  | "Rua Augusta"                                                                                           | Hervé Cordovil | 2:49    |  |

Lado B
| N.º | Título                                                                           | Compositor(es)                             | Duração |  |
| 1.  | "Vamos Nessa" (Let's Groove)                                                     | M. White W. Vaughn Pisca                   | 3:18    |  |
| 2.  | "Ligue Pra Mim" (Two for the Price of One)                                       | Benny Andersson Björn Ulvaeus              | 3:37    |  |
| 3.  | "O Escândalo" (Shame and Scandal in the Fame)                                    | Donaldson Henry Brown Renato Barros        | 3:15    |  |
| 4.  | "Olhando Para O Céu" (Sukiyaki)                                                  | Hachidai Nakamuro Romeu Nunes              | 3:47    |  |
| 5.  | "Decolores, Decolores" (Difontana)                                               | Ed Jaguaré                                 |         |  |
| 6.  | "Caminhando Contra O Vento" (She's a Mad Mama Jama (She's Built, She's Stacked)) | L. Haywood Plinta Jean Pierre              | 3:34    |  |
| 7.  | "Baile dos Passarinhos" (Tchip tchip-el baile de los pajaritos)                  | W. Thomas T. Randalt Cuevas Isabel Maletta | 3:20    |  |